# Wienervals
Wienervals er en selskabs- og turneringsdans, der danses parvis i trefjerdedelstakt. I sportsdans hører wienervalsen under standarddansene. Med et tempo på 180 bpm (beats per minute) er dansen meget hurtig. Betegnelsen "wienervals" bruges også om musikken til denne dans.
Dansen opstod omkring 1770, udviklet fra den såkaldte tyske dans, og er dermed den ældste anvendte vals før eksempelvis engelsk vals[kilde mangler], men den blev først virkelig berømt under den franske revolution, idet den fortrængte den aristokratiske menuet som den mest anvendte selskabsdans.
Det er usikkert, hvorvidt dansen er parallelt udviklet med, eller eventuelt udløber af, den østrigske folkedans ländler.
Wienervalsen er opkaldt efter Østrigs hovedstad Wien. Den vandt terræn i forbindelse med Wienerkongressen (1814-1815) samt ved musik af Joseph Lanner, Johann Strauss den ældre og især Johann Strauss den yngre (1825-1899). Sidstnævnte førte wienervalsen frem til et højdepunkt, idet han gav musikken en uimodståelig, inciterende rytme, som gjorde den uimodståelig. Hans valse var kendetegnet ved, at den anden fjerdedel i valsens trefjerdedels-takt kom lidt tidligere end i en normal valsetakt, mens den tredje fjerdedel kom lidt senere. Derved fik de en særlig ”Schwung” (kom op at "svæve") og var fejende og flotte. 
Eksempler på sådanne valse af Johann Strauss den yngre er An der schönen blauen Donau, Geschichten aus dem Wienerwald, Rosen aus der Süden, Kaiserwalzer og Frühlingsstimmen. Disse valse var en vigtig bestanddel af wienermusikken, der opstod med de ovennævnte komponister.